# Gustaf Albert Petrelius
Gustaf Albert Petrelius, född 1 januari 1836 i Björneborg, död 13 juni 1910 i Åbo, var en finländsk affärsman och donator. 
Efter några år som bland annat affärsbiträde etablerade sig Petrelius som självständig köpman, fabrikör och skeppsredare i Åbo. Tillsammans med en kompanjon inköpte han 1888 John Barkers bomullsspinneri, som han förnyade och utvecklade till en storindustri. Han ägde även ett stort antal fastigheter i Åbo. Petrelius ihågkom hemstaden och olika föreningar med talrika donationer och grundade genom en testamentarisk donation ett barnhem för värnlösa barn.